# Sphaerotilus natans
Sphaerotilus natans es una especie de  bacteria perifiton del género Sphaerotilus. Fue descrita en el año 1833. Su etimología hace referencia a natación. Es gramnegativa, aerobia y filamentosa. Tiene un tamaño de 1,2-2,5 μm de ancho por 2-10 μm de largo. Se agrupa formando cadenas con una vaina uniforme, que se puede unir a superficies sólidas. Las células que se liberan del extremo de la vaina son móviles por flagelos polares. Contiene gránulos de polihidroxibutirato cómo almacenaje. Temperatura de crecimiento entre 10-40 °C, óptima de 20-30 °C. Se encuentra en ambientes acuáticos como ríos y estanques, y en ambientes domésticos como aguas residuales y lodos activados. Forma colonias comúnmente conocidas como «hongos de aguas residuales», que luego se identificaron como bacterias filamentosas de vaina apretada.

## Morfología
Los filamentos rectos o suavemente curvados de 1,5 µm de diámetro y de 100 a más de 500 µm de longitud están formados por células en forma de varilla con tabiques transparentes que crecen dentro de una vaina tubular larga. Un elemento base adhesivo en un extremo del filamento puede ayudar a adherirse a superficies sólidas. La vaina ofrece cierta protección contra los depredadores, y la capacidad de anclarse en el agua que fluye permite el acceso a una corriente de alimentos y nutrientes. Las células maduras individuales salen en enjambre del tubo protector para colonizar nuevos sitios. Cada célula madura móvil tiene un haz de flagelos entrelazados que aparecen como un solo flagelo que consta de un filamento largo con un gancho corto y un cuerpo complejo basal, pero se distingue pormicroscopio electrónico como de 10 a 30 hilos con diámetros de 12,5 a 16 nm cada uno. Sphaerotilus natans almacena reservas de poli-beta-hidroxibutirato en forma de glóbulos internos que constituyen del 30 al 40% del peso seco de una colonia. Las reacciones de tinción de Gram y Neisser son negativas.

## Hábitat
Sphaerotilus natans requiere azúcares simples disueltos o ácidos orgánicos como alimento, pero necesita menos fósforo que muchos organismos competidores y puede tolerar bajas concentraciones de oxígeno. Se cree que la capacidad de depositar azufre elemental intracelularmente en presencia de sulfuro de hidrógeno es un mecanismo desintoxicante. Sphaerotilus natans requiere cobalamina o metionina como oligoelemento. Los filamentos de Sphaerotilus natans pueden ayudar al desarrollo de una biopelícula de perifiton atrapando partículas suspendidas y estabilizando colonias de otros organismos, incluyendo Klebsiella y Pseudomonas.

## Significado
Sphaerotilus natans a menudo se asocia con un flóculo flotante (o "lodo voluminoso") que causa una mala separación de sólidos en los clarificadores de lodos activados del tratamiento secundario de aguas residuales. Las superficies de metal cubiertas con Sphaerotilus natans pueden experimentar una corrosión acelerada si el lodo crea una barrera que provoca concentraciones diferenciales de oxígeno. Los lodos de Sphaerotilus natans pueden reducir la calidad del papel producido por las fábricas de papel que utilizan corrientes de agua reciclada.

## Taxonomía
Actualmente esta especie se divide en dos subespecies:

### Sphaerotilus natanssubsp.natans
Se trata de la propia especie Sphaerotilus natans inicialmente descrita. 

### Spaherotilus natanssubsp.sulfidivorans
Descrita en el año 2011. Su etimología hace referencia a degradación de sulfuro. Tiene un tamaño de 1-2 μm de ancho por 3.9-6 μm de largo. Temperatura de crecimiento entre 15-40 °C, óptima de 32 °C. Catalasa y oxidasa positivas. Se ha aislado de fuentes sulfurosas en Rusia. 